# Stříbrnické sedlo
Stříbrnické sedlo – przełęcz (1212 m n.p.m.) w południowo-zachodniej Polsce, w Sudetach Wschodnich, w Masywie Śnieżnika na granicy polsko-czeskiej.

## Położenie
Przełęcz położona jest w Sudetach Wschodnich, na terenie Śnieżnickiego Parku Krajobrazowego w środkowo-wschodniej części Masywu Śnieżnika, około 1,5 km., na południowy wschód od szczytu Śnieżnika.

## Fizjografia
Mało znacząca przełęcz górska stanowiąca płytkie rozległe siodło, o łagodnych zboczach i dość stromych podejściach, wcinająca się we wschodni grzbiet odchodzący od Śnieżnika w kierunku wschodnim w stronę Przełęczy Płoszczyna, który zbudowany jest z gnejsowych skał metamorfiku Lądka i Śnieżnika. Przełęcz oddziela wzniesienie Sadzonki (1230 m n.p.m.) wznoszące się po stronie północno-zachodniej w Mokrym Grzbiecie od wzniesienia czes. Stříbrnická (1250 m n.p.m.) wznoszącego się po stronie południowo-wschodniej z Granicznego Stoku. Przez przełęcz przechodzi granica wododziału zlewisk morza Bałtyckiego i Czarnego.

## Roślinność
Przełęcz oraz dalsze otoczenie przełęczy porasta rzadki górnoreglowy las świerkowy. Las w latach 80. XX w. podczas klęski ekologicznej został częściowo zniszczony. Wolne połacie zarastają borówczyska borówki czarnej i trawy, podejścia porasta las świerkowy regla dolnego.

## Ciekawostki
- Przełęcz nosi nazwę od wzniesienia czes. Stříbrnická wznoszącego się po czeskie stronie, górującego nad przełęczą o niecałe 40 m po jej południowo-wschodniej stronie.
- Topograficzny punkt przełęczy położony jest po stronie czeskiej kilka metrów od granicy[3].
- W przewodnikach oraz na polskich mapach przełęcz jest oznaczona lecz bez polskiej nazwy.

## Inne
- Przez przełęcz przechodzi granica Polski i Czech, kilka metrów od topograficznego punktu przełęczy stoi znak graniczny nr III/68.
- Przez przełęcz przechodzi czeska granica administracyjna między Krajem pardubickim a Krajem ołomunieckim.
- Od południowego wschodu przełęcz graniczy z Granicznym Stokiem, a od północnego zachodu z Mokrymym Grzbietem.

## Turystyka
Przez przełęcz prowadzą piesze szlaki turystyczne: 
- zielony - fragment szlaku prowadzący z Przełęczy Międzyleskiej przez Śnieżnik do Bielic i dalej.

oraz czeskie szlaki
- fragment prowadzący ze Śnieżnika na wzniesienie czes. Palaš i dalej.
- fragment prowadzący przez Staré Město, Śnieżnik, (czes.) Stříbrnická i dalej.